# Banca nazionale della Romania
La Banca nazionale della Romania in romeno Banca Naţională a României, BNR) è la banca centrale della Romania, un'istituzione pubblica e indipendente, la sola che abbia l'autorizzazione e la responsabilità di emettere banconote e monete sul territorio romeno. La sua sede è nella capitale Bucarest.

## Storia
La BNR è stata creata nell'aprile del 1880 con un capitale iniziale di 30 milioni di lei. Il suo primo governatore si chiamava Eugeniu Carada; l'attuale governatore è Mugur Isărescu.

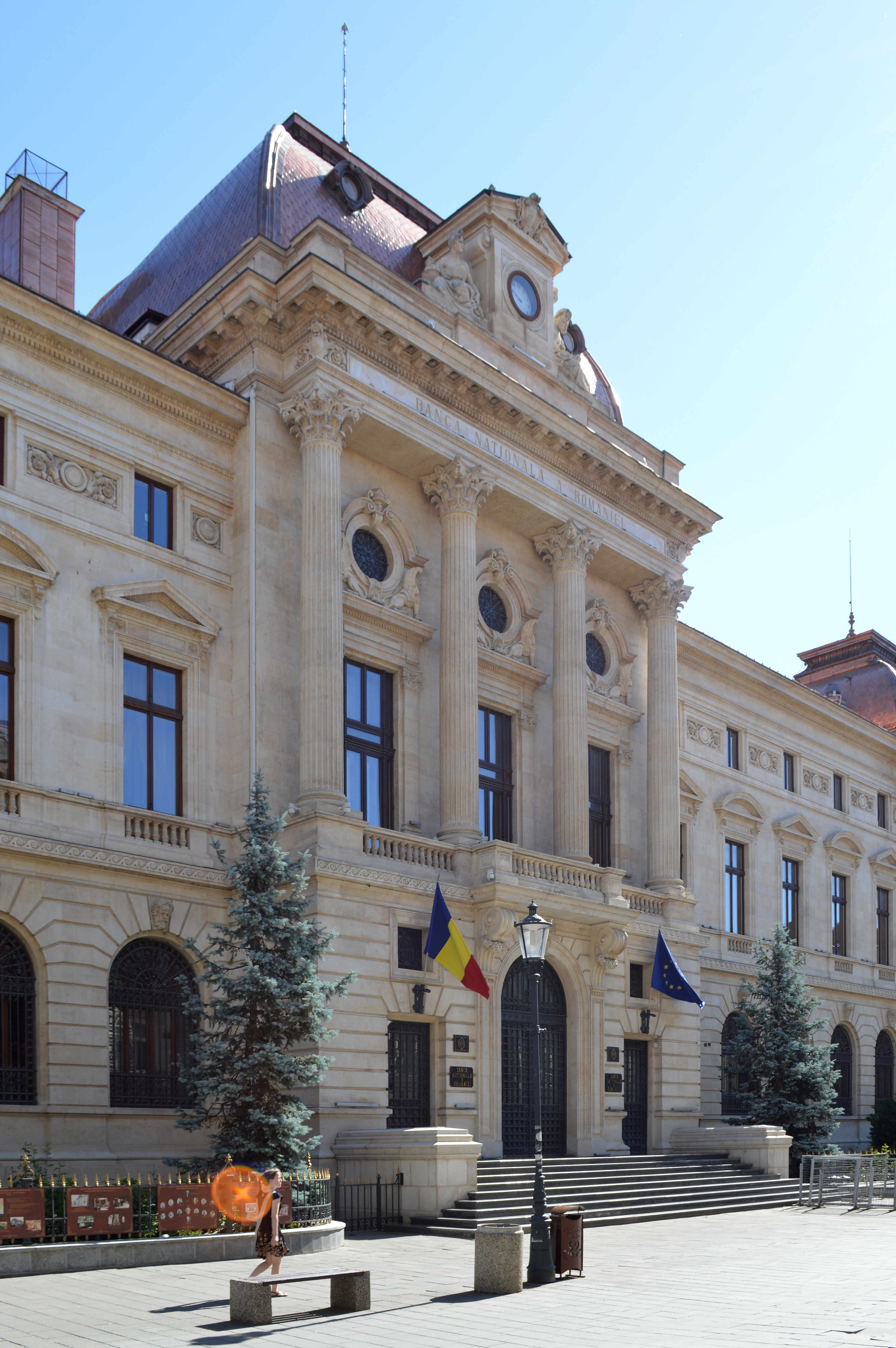
La sede della Banca a Bucarest.

Durante la prima guerra mondiale nel 1916 al momento dell'invasione di Bucarest da parte delle potenze centrali, il suo tesoro assieme a tanti altri oggetti preziosi furono messi in salvo a Mosca, ma mai fecero ritorno tranne il tesoro de la Petroasa,  Tesaurul de la Petroasa, che oggi è conservato nel Museo nazionale di storia rumena, la collezione numismatica della BNR, qualche dipinto e archivi.

Il 28 luglio 1959 un blindato portavalori della banca fu assaltato dalla Ioanid Gang, composta da Alexandru Ioanid, Paul Ioanid, Igor Sevianu, Monica Sevianu, Sașa Mușat e Haralambie Obedeanu, intellettuali e attivisti del Partito Comunista Rumeno di origine ebraica. Questo furto fruttò 1.600.000 lei (circa 250.000 dollari US al cambio del tempo) che si può probabilmente considerare essere stato il più grande furto bancario nei paesi del blocco sovietico; tutti i rapinatori poi, tranne Monica Sevianu, furono arrestati e condannati a morte.

L'attuale governatore della BNR è l'economista Mugur Isărescu che, proprio per la sua buona politica svolta in questi anni di gestione della banca, è stato, secondo alcuni, il vero primo ministro della Romania.

## Architettura

### Il vecchio palazzo della BNR

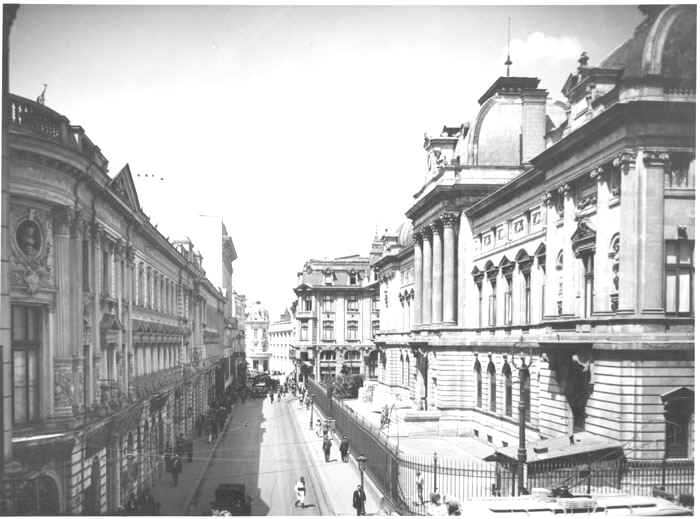
La sede della Banca nazionale della Romania nel 1920 (Lipscani).

La sede centrale della Banca nazionale di Romania nel 1920 aveva sede in Lipscani. La sede della Banca nazionale di Romania con la vista della strada Lipscani è uno degli edifici più imponenti al giorno d'oggi, è un'architettura: storica, monumentale, e protetta come tale. È stata eretta sul sito di un'ex locanda costruita da Șerban Cantacuzino (1678-1688).
Il 26 febbraio 1882 viene assegnato agli architetti Cassien Bernard e Albert Galleron il compito di progettare il palazzo della BNR. La costruzione di un edificio in stile eclettico del tardo XIX secolo, con alcuni elementi neoclassici, si protrasse tra il 12 luglio 1884 (quando fu posata la prima pietra) e il giugno 1890 sotto la direzione dell'ingegnere architetto Nicolae Cerchez assistito dall'architetto E. Băicoianu.

### Il nuovo palazzo della BNR
Con la facciata su strada Doamnei, la nuova ala del palazzo della BNR è stata costruita durante la seconda guerra mondiale, dopo aver posato la prima pietra nel 1937.
I lavori di costruzione svolti tra il 1942-1944 sotto la direzione dell'architetto Ion Davidescu assistito da altri due architetti, Radu Dudescu e N. Cretoiu.
L'edificio è emblematico dallo stile neoclassico con influenze razionaliste che hanno prevalso nel periodo tra le due guerre. Impressiona la scalinata monumentale in granito, enormi colonne corinzie che formano la facciata, e le grandi sale bianche di marmo rivestite all'interno dell'edificio.

## Responsabilità
I principali compiti della Banca nazionale della Romania sono:
- definire e attuare la politica monetaria e la politica dei tassi di cambio;
- condurre l'autorizzazione, la regolamentazione e la vigilanza prudenziale degli enti creditizi e promuovere e sorvegliare il regolare funzionamento dei sistemi di pagamento al fine di garantire la stabilità finanziaria;
- emettere banconote e monete a corso legale sul territorio della Romania;
- impostare il regime di tasso di cambio e sorvegliare l'osservanza;
- gestire le riserve ufficiali della Romania.

## Leadership
Ai sensi della legge n. 312/2004, il suo consiglio è amministrato da un Consiglio di Amministrazione composto da nove membri eletti dal Parlamento rumeno per un periodo di cinque anni, con possibilità di rinnovo. Dei nove membri, quattro appartengono direttamente alla struttura esecutiva permanente della BNR, il Governatore e tre Vice governatori (una delle quali è Primo Vice Governatore), gli altri cinque membri non sono dipendenti della banca centrale.
I membri della BNR, con i dirigenti di nomina vengono nominati dal Parlamento, su proposta delle commissioni permanenti delle due Camere, per un periodo di cinque anni, con possibilità di rinnovo. Per la legge, il consiglio di amministrazione non può essere formato da parlamentari o membri di un partito politico e non può fare parte della magistratura e della pubblica amministrazione.
Il licenziamento di un membro del consiglio deve essere fatto dal Parlamento se non soddisfa più alle condizioni richieste per l'espletamento delle sue funzioni o abbia commesso una colpa grave.
L'attuale governatore della BNR è Isarescu.
I membri della BNR, sono nominati con la delibera n. 35 dell'8 ottobre 2009 e sono:
- governatore -    Mugur Isărescu
- primo vice governatore -  Florin Georgescu
- governatore - Bogdan Olteanu
- governatore - Cristian Popa
- membro -  Marin Dinu
- membro -  Nicolae Danila
- membro -  Agnes Nagy
- utente -  Napoleone Pop
- membro - Univ.  Virgilio Stoenescu

## Risultati finanziari
Attività:
- 2007: 103,8 miliardi di lei (€ 28,7 miliardi di euro)
- 2006: 93,8 miliardi lei (27,7 miliardi di euro)

## Riserve
Riserve di valuta estera
- 31 dicembre 2009: 38.303 Euro
- 31 dicembre 2008: 38.737 euro

Riserva di oro
- 31 dicembre 2009: 103,7 tonnellate, del valore di € 2.556.000 di milioni di euro
- 31 dicembre 2008: 103,7 tonnellate

## Organizzazione
La Centrala Riscurilor Bancare è un dipartimento della banca centrale, che monitora prestiti dalle banche di 20.000 USD.
La BNR si occupa di mantenute il Registrului Special al Băncii Naționale a României dove sono elencate le istituzioni finanziarie non bancarie in Romania.

## Filiali
La BNR ha 19 filiali e agenzie, classificate in tre tipi, a seconda del grado di importanza che esse presentano. La succursale regionale di Lipscani Street, la vecchia sede, e una di tipo speciale.
I tre uffici regionali sono a: Cluj-Napoca, Iași e Timișoara.
Le agenzie sono ad: Arad, Bacău, Baia Mare, Brașov, Buzău, Costanza, Craiova, Galați, Oradea, Pitești, Ploiești, Sibiu, Suceava, Târgu Jiu, Târgu Jiu.